# Mésotrione
La mésotrione est un herbicide vendu sous les noms de Callisto et Tenacity par Syngenta depuis 2001.  Il s'agit d'une molécule de synthèse analogue à la leptospermone et développée pour imiter les effets de cet herbicide naturel. La mésotrione est un herbicide de classe inhibiteurs HPPD, qui inhibe l'enzyme 4-hydroxyphénylpyruvate dioxygénase. Dans les plantes, l'enzyme HPPD est nécessaire à la biosynthèse des caroténoïdes ; ces derniers protègent la chlorophylle contre la dégradation par les rayons lumineux.
Le brevet de Syngenta sur la mésotrione a expiré en 2012, rendant possible la fabrication de génériques.